# Joan Barbarà (artista)
Joan Barbarà i Gómez o Barberá (Barcelona, 1927 - ibíd, 7 de diciembre de 2013) fue un pintor, grabador y litógrafo, uno de los más destacados representantes del grabado contemporáneo español.

## Biografía
Discípulo de Édouard Chimot, empezó a exponer en 1944 y practicó todo tipo de grabado en el taller de Francesc Mèlich. Su primera exposición individual, de pintura y grabado, tuvo lugar en las Galerías Layetanas de Barcelona en 1957. Ese mismo año se trasladó a París becado por el Círculo Maillol del Instituto Francés, y frecuentó la academia de La Grande Chaumière. Trabajó con el grabador catalán Lluís Bracons —con quien fundó el Atelier de Recherches Plàstiques et Techniques Calcographiques— y en los talleres Leblanc y Lacourière-Frélaut, así como con el litógrafo Fernand Mourlot. En París tuvo la oportunidad de estampar grabados de Matisse, Pablo Picasso y Joan Miró, entre otros. A Miró lo conoció en París en 1951 y le unió una amistad que surgió del propio trabajo y colaboración con él; de Picasso destacó su desafío a la técnica, «siempre intentaba forzarla y burlarla» y también trabajó mucho en España con Antoni Tápies, a quien definió como «la eclosión densa de un sentido, un código aún por descifrar».
De nuevo en Barcelona en 1966 se integró en el taller de Gustau Gili hasta 1975, estampando obras también de notables artistas, para continuar después la tarea en su propio taller. La obra de Barbarà ha sido siempre la de un artista muy personal que puso sus grandes conocimientos técnicos al servicio de una intensa creatividad. Empezó en un estilo clásico, como los aguafuertes que ilustran el libro El Collsacabra de Joan Triadú (c. 1952-1953), pero fue evolucionando hacia un estilo propio donde la huella de las vanguardias quedó evidente, pero siempre sobre la base del conocedor profundo del oficio y una gran independencia estética. De sus realizaciones cabe destacar los aguafuertes para la traducción al catalán que Carles Riba hizo de La cançó d'amor i de mort del corneta Christoph Rilke de Rainer Maria Rilke (1965), la recopilación La masía (1986) —cuyas matrices calcográficas se conservan en la Unidad Gráfica de la Biblioteca de Cataluña—, Empúries, inici d'un retorn con textos seleccionados por Alexis Eudald Solà (1992) o De París a Olot, editado por la Fundación Xavier Nogués (2005), que le hizo un homenaje.
Además, realizó muchos grabados independientes y su obra como pintor goza también de gran calidad, aunque siempre quedó en un segundo plano tras el éxito de su trabajo como grabador.  Fue miembro numerario de la Real Academia Catalana de Bellas Artes de San Jorge, en la que pasó a ser supernumerario en 2011.  También fue miembro del patronato de la Fundación Pilar y Joan Miró, institución con la que colaboró realizando talleres de grabado en Son Boter y a la que donó un centenar de pruebas de grabado, maquetas y planchas, fruto de su colaboración con Joan Miró entre 1976 y 1982.
En el 2014 y 2015, la Biblioteca de Cataluña adquirió las matrices y estampas calcográficas, realizadas por el artista en su Taller Calcográfico de Barcelona; bocetos y dibujos originales; así como maquetas y libros de bibliófilo